# Hiromi Miyake
Hiromi Miyake (三宅宏実, nascuda el 18 de novembre de 1985) és una aixecadora de peses japonesa. El seu pare i el seu entrenador és Yoshiyuki Miyake. Yoshiyuki Miyake va ser medallista de bronze en aixecament de peses en els Jocs Olímpics de Mèxic en 1968. El seu oncle Yoshinobu Miyake va ser medallista d'or en aixecament de peses en els Jocs Olímpics de 1964 i 1968.
Ella és un empleada d'Ichigo Group Holdings.
En el 2004 els Jocs Olímpics es va classificar novè en la categoria de 48 kg.
Miyake va participar en la classe de les dones -48 kg en el Campionat Mundial 2006 d'Aixecament de Peses i va guanyar la medalla de bronze, acabant darrere de Yang Lian i Aree Wiratthaworn. Ella li va arrabassar 80 kg i netes i va tirar un addicional de 108 kg per a un total de 188 kg, 29 kg darrere del guanyador Qiu, però tant com Aree el segon classificat, que a causa del seu pes més lleuger es va situar en una millor posició.
En el 2008 els Jocs Olímpics es va classificar sisè en la categoria de 48 kg.
Al juliol de 2012, Miyake va guanyar la medalla de plata en el 2012 als Jocs Olímpics de Londres 2012 en la categoria de 48 kg.
L'agost de 2016, Miyake torna a conquistar el podi als Jocs Olímpics de Rio de Janeiro 2016, en guanyar la medalla de bronze en la categoria de 48 kg.